# Roland Koch
Roland Koch (Frankfurt del Main, 24 de març de 1958) és un jurista i expolític conservador alemany. Va ser ministre president de Hessen des del 7 d'abril de 1999, immediatament convertint-se en president del Bundesrat, fins a la seva renúncia el 31 d'agost de 2010. El 29 d'octubre de 2010 es va anunciar que el seu nomenament com a executiu en cap de Bilfinger Berger, la segona constructora d'Alemanya.

## Vida i carrera
Koch va néixer a Frankfurt del Main. El 1979, Koch es va convertir en la persona més jove a ocupar el càrrec de president de la Unió Demòcrata Cristiana (CDU) al districte de Main-Taunus. Des de 1983 fins a 1987 va ser vicepresident de les joventuts federals de la CDU. El 1985 va completar els seus estudis per ser advocat.
Fins a 1993 Koch va ser regidor de la ciutat d'Eschborn. També va ser membre del consell de districte de Main-Taunus i el líder parlamentari del grup local de la CDU des de 1989 fins a 1997. El 1987 va ser escollit a Hessen, on es va convertir en vicepresident del grup parlamentari de la CDU el 1991, i el 1993 la seu escó. Des de 1998 també ha estat president del partit a l'estat de Hessen.
Koch és vist com un polític donat a la retòria; els crítics l'han acusat de populisme. En les eleccions estatals de 1999, la CDU va començar a recollir signatures per documentar la resistència de la població als plans del govern federal per facilitar l'obtenció de la doble nacionalitat per als estrangers. Com que algunes persones van veure aquesta acció per "recollir signatures contra els estrangers", van tractar de titllar aquesta campanya de "xenofòbia". Koch va poder guanyar les eleccions i va desplaçar Hans Eichel.
El novembre de 2006 Koch va ser nomenat vicepresident de la CDU. Abans de les eleccions estatals de Hessen de 2008 Koch va ser un cop més acusat d'usar tàctiques xenòfobes tot prometent mà dura contra el crim juvenil, concentrat en els grups d'immigrants i de les minories. Arran de les eleccions, el seu partit va perdre la majoria al Parlament de Hessen, però va romandre en qualitat de ministre president perquè la seva oponent Andrea Ypsilanti (SPD) va ser incapaç de formar govern.
Atès que cap de les parts va ser capaç de construir una coalició majoritària, es van convocar unes noves eleccions. En les eleccions de gener de 2009, el Partit Democràtic Lliure va fer importants avenços que van permetre a Koch formar un govern de coalició conservador-liberal, reelegint-los ministre president de l'Estat de Hessen.
El 25 de maig de 2010 Koch va anunciar que es retirava de l'escena política. Va dimitir com a ministre president de Hessen el 31 d'agost de 2010. Alhora, va donar a entendre que deixava la política per participar activament en el món dels negocis.
El seu pare, Karl-Heinz Koch, també va ser un polític de Hessen. Koch i la seva dona Anke tenen dos fills. És catòlic.